# Ehemalige Bulgarische Westgebiete

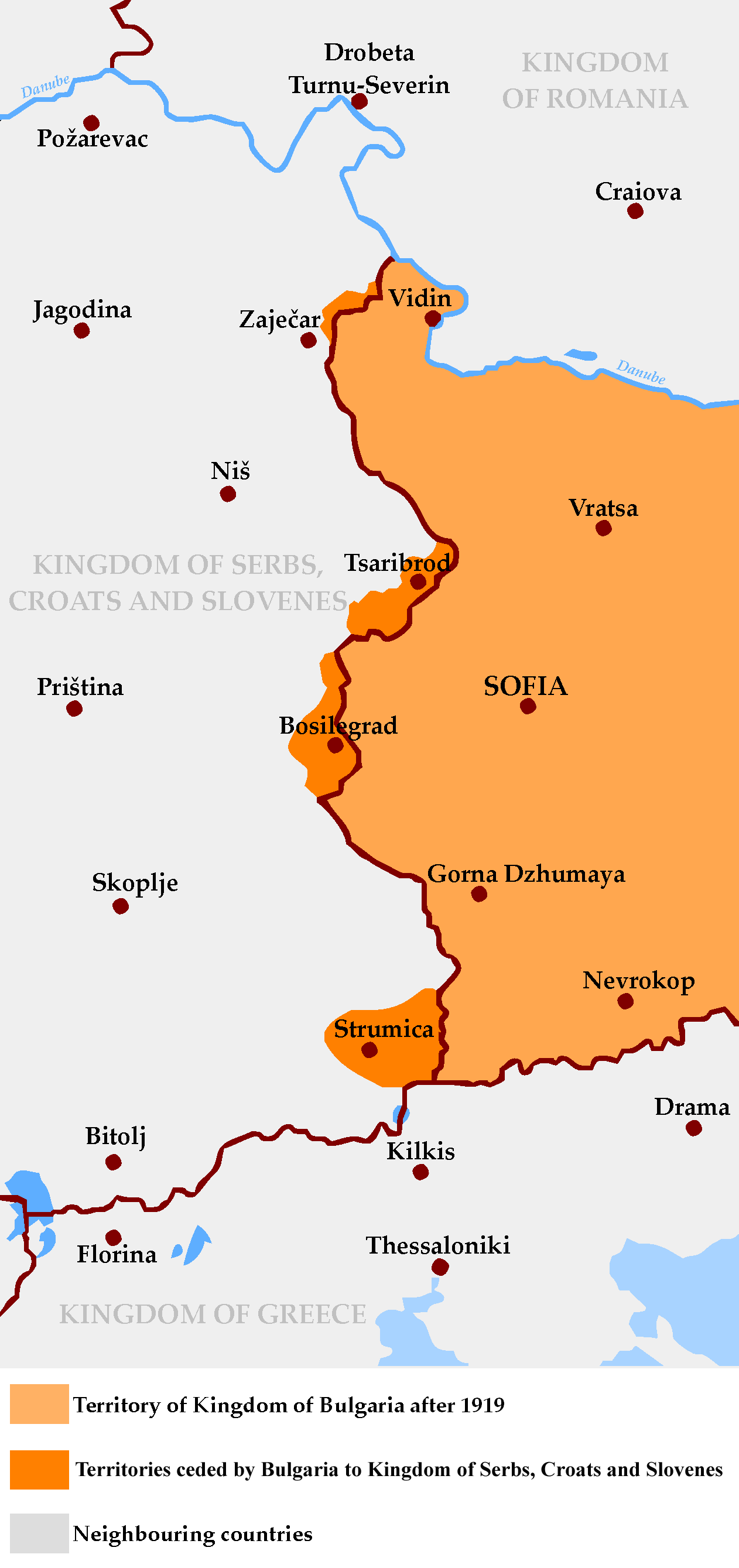
Ehemalige Westgebiete: Strumica (heute Nordmazedonien), Bosilegrad, Zaribrod und Teile Timoschkos (heute Serbien)

Die ehemaligen bulgarischen Westgebiete (bulgarisch Западни български покрайнини, westliche bulgarische Außengebiete) sind vier geographisch voneinander getrennte Gebiete, die bis 1919 zu Bulgarien gehörten und mit dem Vertrag von Neuilly-sur-Seine vom Königreich Bulgarien an das Königreich der Serben, Kroaten und Slowenen abgetreten wurden, das spätere Königreich Jugoslawien. Von 1941 bis 1944 standen die Gebiete sowie der Großteil Nordmazedoniens wieder unter bulgarischer Verwaltung.
Nach dem Zweiten Weltkrieg wurde Jugoslawien in mehrere Republiken unterteilt. Strumica kam an die SR Mazedonien, die 1992 als Republik Mazedonien unabhängig wurde und heute Nordmazedonien heißt. Dimitrovgrad, Bosilegrad sowie einige Dörfer um Braćevac in der Timočka Krajina kamen an die Sozialistische Republik Serbien.

## Ausdehnung und Bevölkerung
Das abgetretene Gebiet in der Timočka Krajina hatte nach jugoslawischer Angabe eine Fläche von 166,4 km², das Gebiet um Dimitrovgrad (bulgarisch Zaribrod) 602,4 km² und das Gebiet um Bosilegrad 802,9 km², damit hatten die heute serbischen Gebiete, die von 1878 bis 1919 bulgarisch waren, zusammen also 1571,7 km², nach bulgarischer Angabe zusammen 1545 km². Die Bevölkerung betrug 1910 etwa 65.000 Menschen in den beiden Städten und 106 Dörfern. Das heute nordmazedonische Gebiet um Strumica, das von 1913 bis 1919 bulgarisch war, hatte nach jugoslawischer Angabe 875,2 km², nach bulgarischer 1021 km². Hier lebten etwa 39.000 Menschen. Die Gesamtfläche der abgetretenen Gebiete betrug also 2446,9 km² oder 2566 km². Die meisten Einwohner waren Bulgaren, von denen viele nach Bulgarien auswanderten. Dimitrovgrad und Bosilegrad sind immer noch mehrheitlich von Bulgaren bewohnt, die meisten der 18543 (Zensus 2011) Angehörigen der Bulgarischen Minderheit in Serbien leben dort.

### Zugehörigkeit der Westgebiete zu serbischen Gemeinden
Die Gemeinde Surdulica (Сурдулица) umfasst die Dörfer Boschiza (Божица), Klisura (Клисура), Topli Dol (Топли дол), Palja (Паля), Kostroschewzi (Кострошевци), Drainizi (Драинци) und Stresimirowzi (Стрезимировци), die Gemeinde Babušnica (Бабушница) die Dörfer Swoniza (Звонци), Naschuschkowiza (Нашушковица), Berin Iswor (Берин Извор), Rakita (Ракита), Wutschi Del (Вучи дел) und Jasenow Del (Ясенов дел), und die Gemeinde Pirot (Пирот) die Dörfer Slawjanin (Славиња), Wlasi (Власи) und Darschina (Држина).

## Geschichte

### Osmanische Zeit bis Balkankriege

Balkan 1912, vor den Balkankriegen

Im 14. und 15. Jahrhundert eroberte das Osmanische Reich den größten Teil der Balkanhalbinsel und beherrschte sie bis ins 19. Jahrhundert. Auch nach der Autonomie und späteren Unabhängigkeit von Serbien blieben dessen Südteil sowie das heutige Bulgarien und Nordmazedonien osmanisch. Dabei bildete der Fluss Morava die Grenze zwischen dem Siedlungsgebiet der Bulgaren und Serben. So findet sich zum Beispiel in der geografischen Literatur des 19. Jahrhunderts die Bezeichnung Bulgarische Morawa (bulgarisch Българска Морава, für die Südliche Morava), im Unterschied zu der Westliche Morava die in der Vergangenheit Serbische Morava genannt wurde.
Nach dem Russisch-Osmanischen Krieg wäre nach dem Frieden von San Stefano ein Bulgarisches Großreich entstanden, das ganz Nordmazedonien und Teile des heutigen Serbien, Albanien und Griechenland eingeschlossen hätte, und damit auch die hier behandelten Gebiete. Da dieses Reich unter russischem Einfluss gestanden hätte, akzeptierten die anderen Großmächte das nicht und setzten im Berliner Kongress ein deutlich kleineres Staatsgebiet durch, Nordmazedonien blieb Teil des Osmanischen Rumeliens. Die heute serbischen Teile der ehemaligen bulgarische Westgebiete gehörten seit 1878 zum Fürstentum Bulgarien, das nominell der Suzeränität des Osmanischen Reiches unterstand. Nach der Vereinigung Bulgariens mit Ostrumelien 1885 versuchte Serbien, im Serbisch-Bulgarischen Krieg Teile Bulgariens zu erobern, scheiterte aber. Zu dieser Zeit war die Nationenbildung auf dem Balkan noch nicht abgeschlossen, es gab Familien, in denen sich manche Mitglieder als Serben sahen, andere als Bulgaren.
Nach der Annexion Bosniens 1908 durch Österreich-Ungarn und dem Italienisch-Türkischen Krieg, die das Osmanische Reich geschwächt hatten, bildete sich unter russischer Vermittlung der Balkanbund zwischen Bulgarien, Serbien, Griechenland und Montenegro mit dem Ziel, die verbleibenden europäischen Gebiete der Türkei unter sich aufzuteilen. Im ersten der beiden Balkankriege besiegten die Verbündeten das Osmanische Reich, Bulgarien konnte das heutige Nordmazedonien und Teile des heute griechischen Makedoniens erobern. Da Serbien und Griechenland mit der Grenzziehung unzufrieden waren, kam es schon 1913 zum Zweiten Balkankrieg, an dem auch Rumänien und die Türkei gegen Bulgarien teilnahmen. Im Frieden von Bukarest musste Bulgarien die meisten seiner Gewinne wieder abtreten, behielt aber Pirin-Makedonien einschließlich Strumica.

### Erster Weltkrieg und Vertrag von Neuilly-sur-Seine
Nachdem es zunächst neutral geblieben und von beiden Seiten umworben worden war, trat Bulgarien im Oktober 1915 auf Seiten der Mittelmächte in den Ersten Weltkrieg ein, da so am ehesten sein Ziel des Erwerbs Mazedoniens erreichbar schien. Nach dem Serbienfeldzug, bei dem Bulgarien Mazedonien eroberte, kämpfte die bulgarische Armee vor allem an der Salonikifront sowie beim Feldzug gegen Rumänien. Nachdem Deutschland seine Truppen für die Frühjahrsoffensive 1918 fast komplett von der Salonikifront abgezogen hatte, mit der Offensive die gesteckten Ziele aber nicht erreichen konnte, schloss Bulgarien am 29. September 1918 als erste der Mittelmächte einen Waffenstillstand mit den Alliierten. Die Verhandlungen über Bulgarien bei der Pariser Friedenskonferenz 1919 führten zum Vertrag von Neuilly-sur-Seine, in dem unter anderem festgelegt wurde, dass die Westgebiete an das Königreich der Serben, Kroaten und Slowenen abgetreten werden mussten, das spätere Königreich Jugoslawien.

### Zwischen den Weltkriegen
Die Abtretung von Westthrakien mit dem Zugang zur Ägäis an Griechenland, der Süddobrudscha an Rumänien und der Westgebiete an Jugoslawien wurde in nationalistischen Kreisen und im Militär als nationale Katastrophe wahrgenommen. Die Einwanderung von mehr als 200.000 Bulgaren aus den abgetretenen Gebieten, die Kriegsverluste und die Reparationszahlungen führten zu großen wirtschaftlichen Problemen. Gegen die Regierung von Ministerpräsident Aleksandar Stambolijski, der einen Ausgleich mit Serbien suchte, wurde die Innere Mazedonische Revolutionäre Organisation (IMRO) aktiv, eine Nachfolgerin des Balgarski makedono-odrinski rewoljuzionni komiteti (BMARK), die mit Terroranschlägen für den Anschluss Mazedoniens und der ehemaligen Westgebiete an Bulgarien kämpfte. Zulauf gab es für die Extremisten unter anderem, weil die serbische Regierung bulgarische Schulen schließen ließ und versuchte, die im Lande gebliebenen Bulgaren zu assimilieren.

### Zweiter Weltkrieg
Durch die Begrenzungen durch den Vertrag von Neuilly war Bulgarien militärisch schwächer als seine Nachbarn und fühlte sich bedroht. Ab 1940 näherte sich Bulgarien daher den Achsenmächten, die eine Revision der Gebietsverluste in Aussicht stellten. So war schon 1940 Rumänien auf deutsch-italienischen Druck gezwungen, die Süddobrudscha an Bulgarien zurückzugeben – die einzige Erwerbung, die nach dem Ende des Zweiten Weltkrieges nicht wieder verloren ging. Nach dem Putsch in Jugoslawien diente Bulgarien deutschen Truppen mit als Aufmarschraum für den Balkanfeldzug. Nach der Zerschlagung Jugoslawiens erhielt Bulgarien neben den Westgebieten den größten Teil Mazedoniens. Obwohl Bulgarien der Sowjetunion nicht den Krieg erklärt hatte, besetzte diese 1944/45 das Land. Bulgarien musste die von Jugoslawien annektierten Gebiete gemäß dem Pariser Friedensvertrag von 1947 wieder zurückgeben.

### Vom Zweiten Weltkrieg bis zum Zerfall Jugoslawiens
Gemäß der Verfassung der SFR Jugoslawien wurden den Bulgaren nach 1944 die nationalen Rechte garantiert. In den Schulen unterrichteten bulgarische Lehrer. Aber das hielt nur bis 1948 an. Danach verschlechterte sich das bulgarisch-jugoslawische Verhältnis wegen des Zerwürfnisses zwischen Tito und der UdSSR stark.

### Die Westgebiete nach 1989

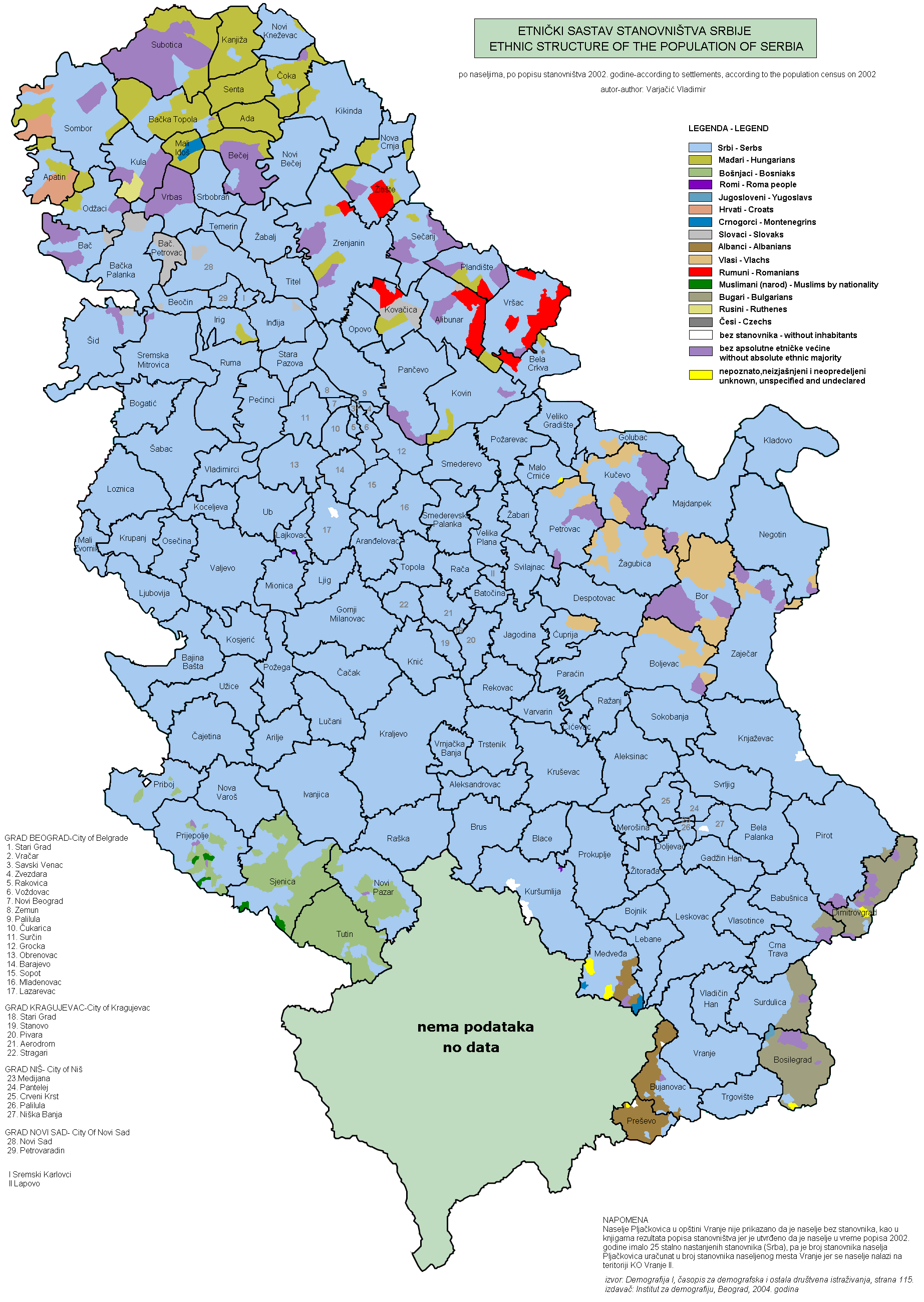
Ethnische Karte Serbiens nach dem 2002 Zensus

Nach 1989 begann ein Demokratisierungsprozess in Bulgarien. Die bulgarische Regierung kümmerte sich um die Westgebiete, erstmals besuchte ein offizieller Vertreter des bulgarischen Außenministeriums die Westgebiete. Vor der UNO beklagte Bulgarien, dass die Bürgerrechte der bulgarischen Bewohner der Westgebiete verletzt würden und verlangte die Einhaltung der Minderheitenrechte von Jugoslawien bzw. Serbien.